# Rodolfo Lanciani

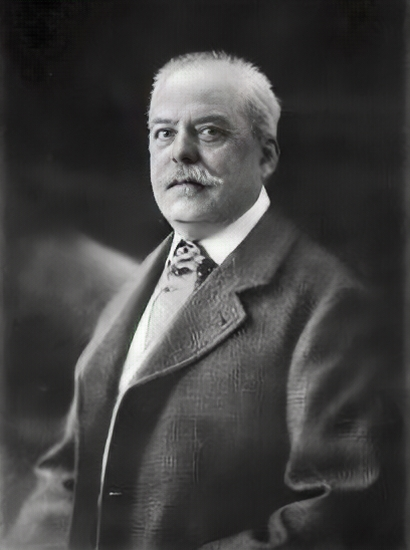
Rodolfo Lanciani

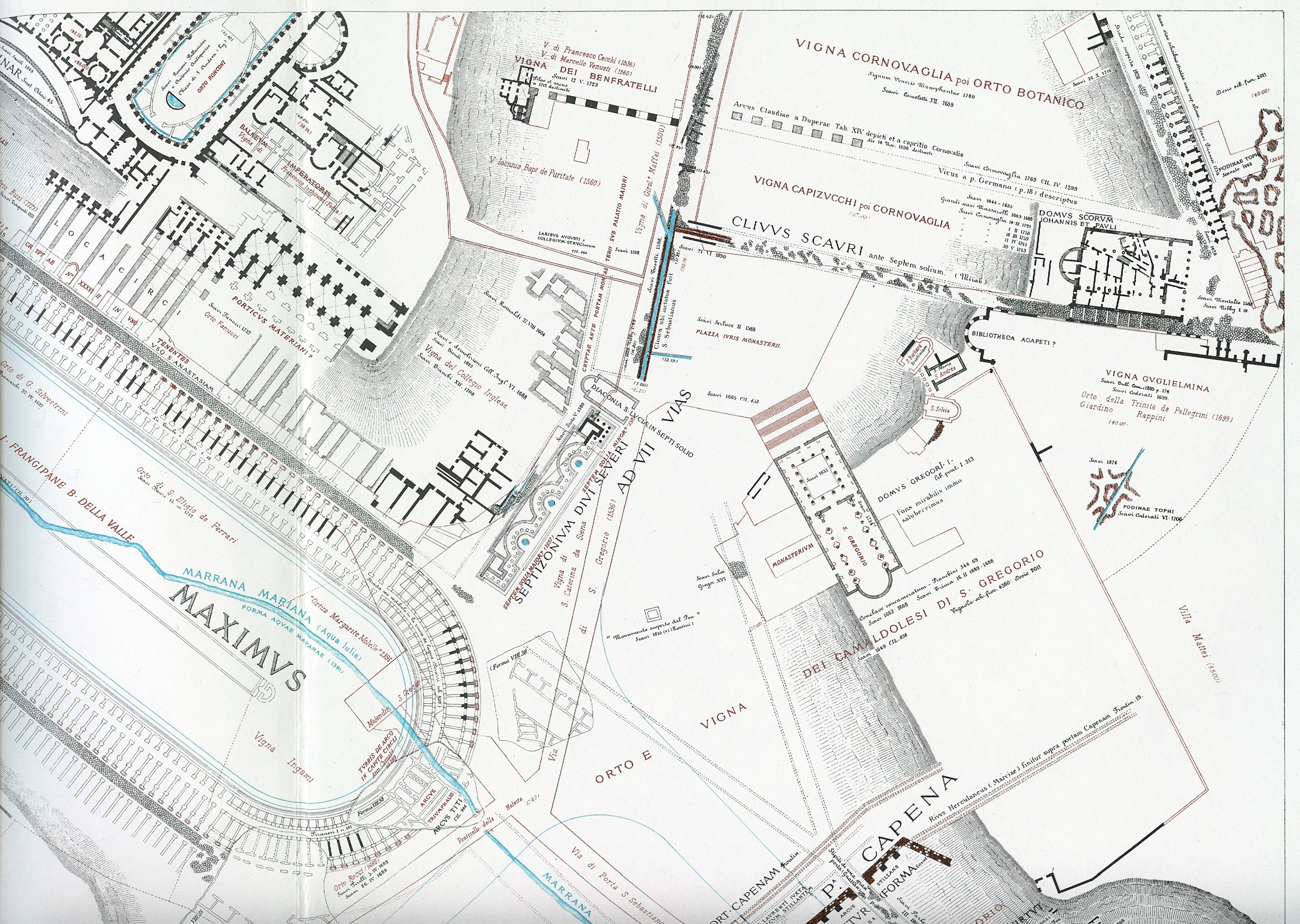
Tafel aus Forma Urbis Romae (1893)

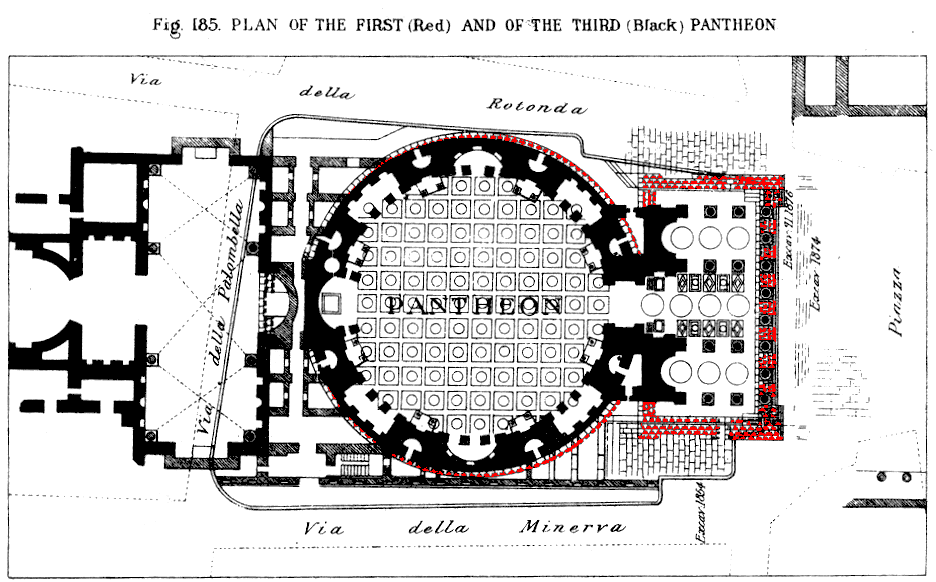
Plan des Pantheon aus The Ruins and Excavations of Ancient Rome (1897)

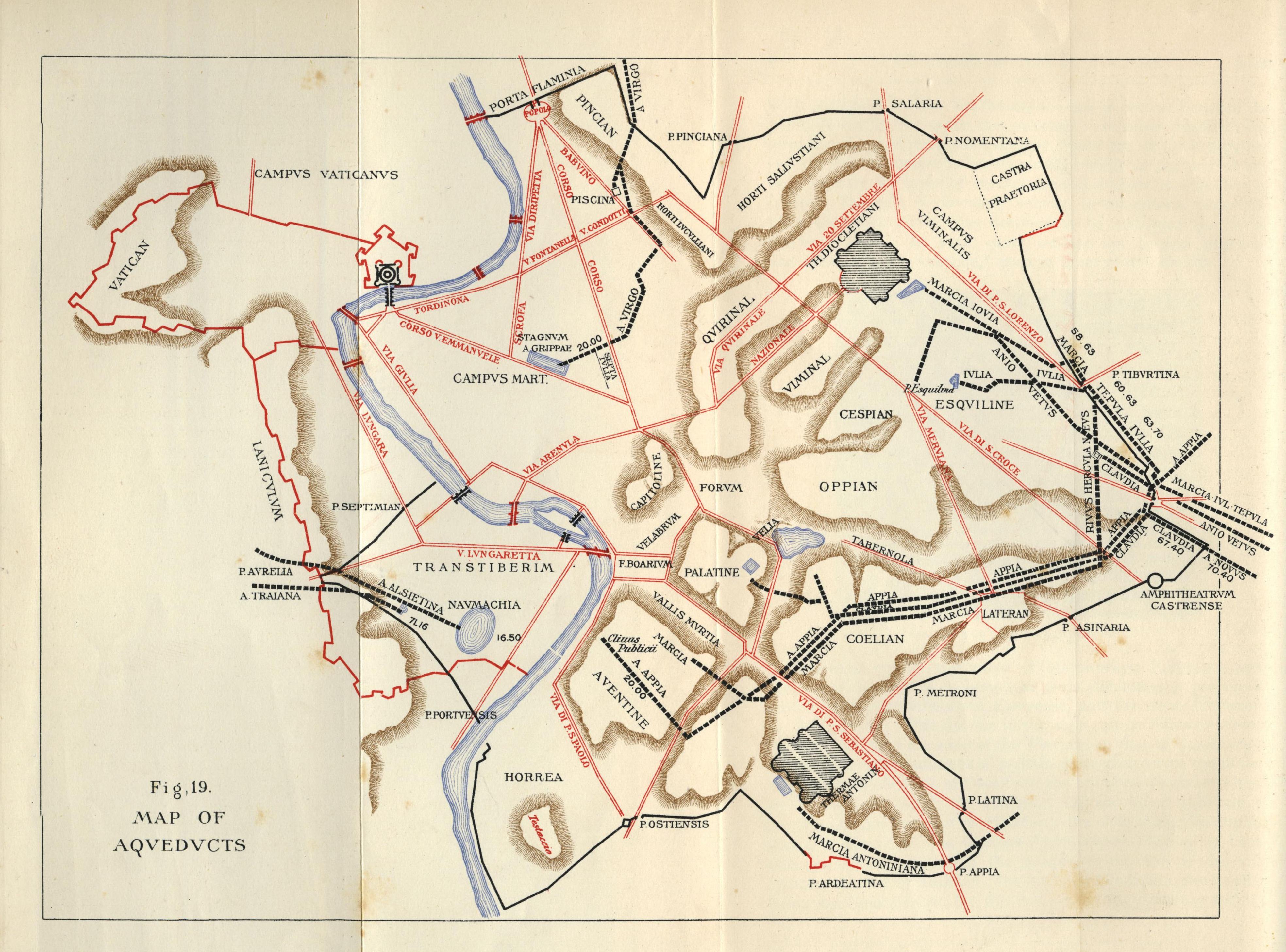
Übersicht über die Aquädukte im antiken Rom aus The Ruins and Excavations of Ancient Rome (1897)

Rodolfo Amedeo Lanciani (geboren am 2. Januar 1845 in Rom; gestorben am 21. Mai 1929 in Rom) war ein italienischer Klassischer Archäologe, Ingenieur und Topograph.

## Leben und Wirken
Rodolfo Lanciani war der Sohn des Ingenieurs und päpstlichen Architekten Pietro Lanciani. Er besuchte zunächst das jesuitische Collegio Romano, anschließend absolvierte er ein Ingenieurstudium an der damals noch päpstlichen Universität Rom. Nach Ende des Studiums nahm er an den Ausgrabungen des trajanischen Hafens von Ostia Antica teil, was seinen Lebensweg nachhaltig änderte. In den Monumenti ed Annali des Instituto di Corrispondenza Archeologica veröffentlichte er 1867 einen Vorbericht über die Ausgrabungen und widmete seine wissenschaftliche Arbeitskraft ganz dem Studium antiker Monumente, auch wenn er ab 1868 als Nachfolger seines Vaters die Stelle eines kommunalen Ingenieurs in Montecelli bekleidete. 1872 wurde er Sekretär der damals neu gegründeten lokalen römischen Behörde für Archäologie, der Commissione Archeologica Comunale.
Die Heirat mit der amerikanischen Übersetzerin Mary Ellen Rhodes im Jahr 1875 eröffnete ihm den Zugang zu einem Kreis US-amerikanischer Archäologen und viele seiner Publikationen veröffentlichte er in Englisch. 1876 wurde Lanciani Vizedirektor des Museum Kircherianum, zwei Jahre später wurde er Professor für Römische Topographie an der 1870 verstaatlichten Universität Rom. Den Lehrstuhl hatte er bis zwei Jahre vor seinem Tod inne. Von 1887 bis 1890 war er zusätzlich Ingenieur der für Museen und Ausgrabungen zuständigen Generaldirektion am Ministero della Pubblica Istruzione, dem Ministerium für den öffentlichen Unterricht.
Lancianis bedeutendstes Werk erschien ab 1893. Es handelt sich um eine Karte des antiken Rom in 46 Blättern, die unter dem Namen Forma Urbis Romae erschien. Abweichend von gängigen Karten dieser Zeit, die im Maßstab 1:20 000 publiziert wurden, wählte Lanciani den viel detaillierteren Maßstab 1:1 000. Um die Orientierung zu erleichtern, waren die modernen Straßenverläufe Roms, die Plätze und Villen über den archäologischen Befunden angedeutet. Bis 1901 wurden im Rahmen dieses Kartenwerks sämtliche archäologischen Befunde des antiken Rom bis zum Ende des 6. Jahrhunderts vorgelegt. Bis heute ist Lancianis Forma Urbis Romae unübertroffen und eine äußerst wichtige Quelle zur Topographie Roms, auch wenn einzelne seiner Interpretationen durch neuere Erkenntnisse als überholt anzusehen sind.
Als einer der wenigen Englisch sprechenden italienischen Archäologen seiner Zeit bearbeitete er 1894 zusammen mit Amateur Austen Henry Layard die 15. Auflage des zuerst 1843 erschienenen Handbook of Rome and its Environs. 1897 folgte sein wichtigstes Buch in englischer Sprache, The Ruins & Excavations of Ancient Rome. A Companion Book for Students and Travelers. Gegen Ende des 19. Jahrhunderts hatte Lanciani Verantwortung und oberste Aufsicht über sämtliche Ausgrabungen auf dem Gebiet der Stadt Rom, führte aber auch selbst zahlreiche Ausgrabungen durch, unter denen jene des Hauses der Vestalinnen auf dem Forum Romanum die bedeutendste war. Zu dieser Zeit bildete er mit Thomas Ashby, Heinrich Jordan, Christian Hülsen und Samuel Ball Platner einen Kreis vorzüglicher Kenner des Forum Romanum und der römischen Topographie. Vom Royal Institute of British Architects bekam er 1900 die Royal Gold Medal verliehen.
Lanciani erschloss als einer der ersten auch sämtliche Notizen, Zeichnungen und Hinweise der Renaissancekünstler und -gelehrten, die er zwischen 1902 und 1912 in vier Bänden als Storia degli Scavi di Roma e le Notizie intorno alle Collezioni Romane di Antichità vorlegte und die alle Entdeckungen, die zwischen den Jahren 1000 und 1605 gemacht wurden, umfassten. Aus seinem Nachlass wurden von 1994 bis 2002 zwei weitere Bände plus ein Indexband über die Funde zwischen 1605 und 1879 herausgegeben.
Als Giacomo Boni im Jahr 1909 aus der Kommission für die Zona Monumentale in Rom ausschied, trat Lanciani dessen Nachfolge an und verhinderte, dass an der Stelle der Caracalla-Thermen ein öffentlicher Park angelegt wurde. Für seine Verdienste wurde er am 3. Juni 1911 zum Senator del Regno d’Italia ernannt. Lanciani war Mitglied der Accademia dei Lincei und der Accademia di San Luca sowie der Académie royale des Sciences, des Lettres et des Beaux-Arts de Belgique. Er erhielt die Ehrendoktorwürde der Universitäten Aberdeen, Würzburg, Oxford, Harvard und Glasgow.
Nachdem seine erste Frau 1917 gestorben war, heiratete Lanciani im Jahr 1920 die Prinzessin Teresa Caracciolo Colonna, Witwe des 15. Duca e Principe di Paliano, Marcantonio Colonna. Am 21. Mai 1929 starb Lanciani, am 23. Mai 1929 wurde unter Anwesenheit Benito Mussolinis eine Gedenkveranstaltung im italienischen Senat abgehalten. Er wurde auf dem Campo Verano beigesetzt.

## Publikationen (Auswahl)
- Guida del Palatino. Mit Plänen von Alessandro Zangolini. Bocca, Rom 1873.
- I Commentari di Frontino sulle Acque e gli Acquedotti. Rom 1880.
- Scavi di Ostia. Salviucci, Rom 1881.
- Il Tempio di Apolline Palatino. Il Tempio della Vittoria. In: Bullettino della Commissione Archeologica Comunale di Roma. Band 11, 1883, S. 185–212, (Digitalisat)
- L’aula e gli uffici del senato romano. (Curia hostilia iulia: secretarium senatus). In: Atti della R. Accademia dei Lincei. Memorie della Classe di Science Morali, Storiche e Filologiche. Serie 3, Band 11, 1882/1883, S. 3–32, (Digitalisat)
- Ancient Rome in the Light of Recent Discoveries. Houghton, Mifflin, Boston (NY) 1888 (Digitalisat).
- L’itinerario di Einsiedeln e l’ordine di Benedetto canonico. Accademia dei Lincei, Rom 1891.
- mit Luigi Salomone und Ulrico Hoepli: Forma Urbis Romae. 8 Bände. Ulricum Hoepli, Mailand 1893–1901.
- Pagan and Christian Rome. Macmillan, London 1896 (online bei LacusCurtius).
- The Ruins and Excavations of Ancient Rome. A Companion Book for Students and Travelers. Houghton, Mifflin, Boston (NY) / Macmillan, London 1897 (Digitalisat).
- The Destruction of Ancient Rome. A Sketch of the History of the Monuments. Houghton, Mifflin, Boston (NY) 1899 (online Digitalisat).
- New Tales of old Rome. Macmillan, London 1901 (Digitalisat)
- The Golden Days of the Renaissance in Rome, from the Pontificate of Julius II to that of Paul III. A. Constable, London 1906 (Digitalisat).
- Wanderings in the Roman Campagna. Houghton, Mifflin, Boston (NY) 1909 (Digitalisat).
- The Roman Forum. A Photographic Description of its Monuments. Frank & Co, Rom 1910 (online bei Questia).
- Wanderings through Ancient Roman Churches. Houghton, Mifflin, Boston (NY) 1924.
- Ancient and Modern Rome. Harrap, London 1925.
- hrsg. von Anthony L. Cubberley: Notes from Rome. British School at Rome, London 1988.

- Storia degli scavi di Roma e notizie intorno le collezioni romane di antichità. Band 1, 1902 (Digitalisat); Band 2: Gli ultimi anni di Clemente VII e il pontificato di Paolo III (1531–1549). 1903 (online); Band 3: Dalla elezione di Giulio III alla morte di Pio IV (7 febbraio 1550 - 10 dicembre 1565). 1907 (Digitalisat); Band 4: Dalla elezione di Pio V alla morte di Clemente VIII (7 gennaio 1566 – 3 marzo 1605). 1912 (Digitalisat)
- bearbeitet von Paolo Liverani, Maria Rosaria Russo: Storia degli scavi di Roma e notizie intorno le collezioni romane di antichità. Dalla elezione di Paolo V alla morte di Innocenzo XII : 16 maggio 1605 – 27 settembre 1700. Band 5, 1994.
- bearbeitet von Paolo Liverani, Maria Rosaria Russo: Storia degli scavi di Roma e notizie intorno le collezioni romane di antichità. Dalla elezione di Clemente XI alla morte di Pio IX (23 novembre 1700-7 febbraio 1878). Band 6, 2000.
- bearbeitet von Paolo Pellegrino: Storia degli scavi di Roma e notizie intorno le collezioni romane di antichità. Indici analitici. Band 7, 2002.